# Maria Isabella van Württemberg

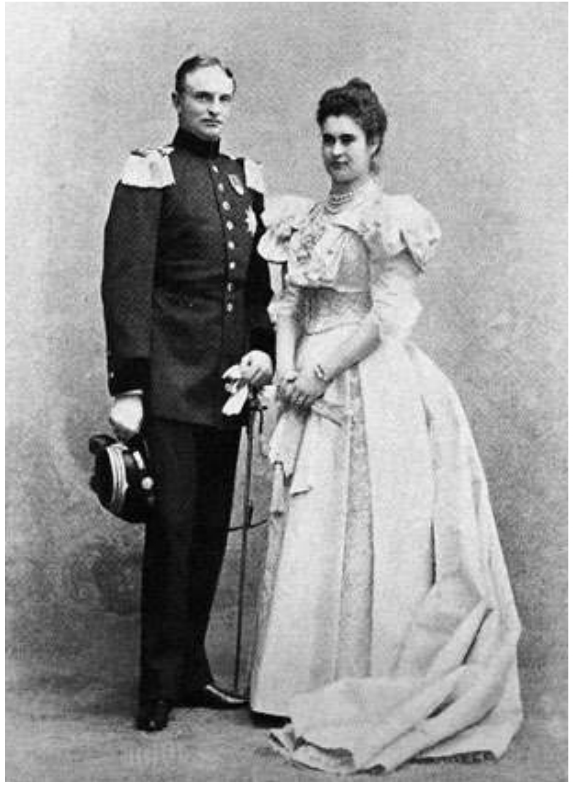

Maria Isabella Philippine Theresia Mathilde Jozefine van Württemberg (Orth an der Donau, 30 augustus 1871 - Dresden, 24 mei 1904), was een hertogin van Württemberg.
Zij was het derde kind en de tweede dochter van hertog Filips van Württemberg en Maria Theresia van Oostenrijk. Zelf trad ze in 1894 in het huwelijk met prins Johan George van Saksen, tweede zoon van koning George van Saksen en infante Maria Anna van Portugal. Het huwelijk bleef kinderloos. Johan George zou nog hertrouwen met Maria Immaculata van Bourbon der Beide Siciliën; een huwelijk dat eveneens kinderloos bleef.